# Glossobius anctus
Glossobius anctus is een pissebed uit de familie Cymothoidae. De wetenschappelijke naam van de soort is voor het eerst geldig gepubliceerd in 1989 door Bruce & Bowman.